# Maison Stamenković
La maison Stamenković (en serbe cyrillique : Зграда трговца Стаменковића ; en serbe latin : Zgrada trgovca Stamenkovića) est située à Belgrade, la capitale de la Serbie, dans la municipalité urbaine de Stari grad. Construite en 1907, elle est inscrite sur la liste des biens culturels de la ville de Belgrade.

## Présentation

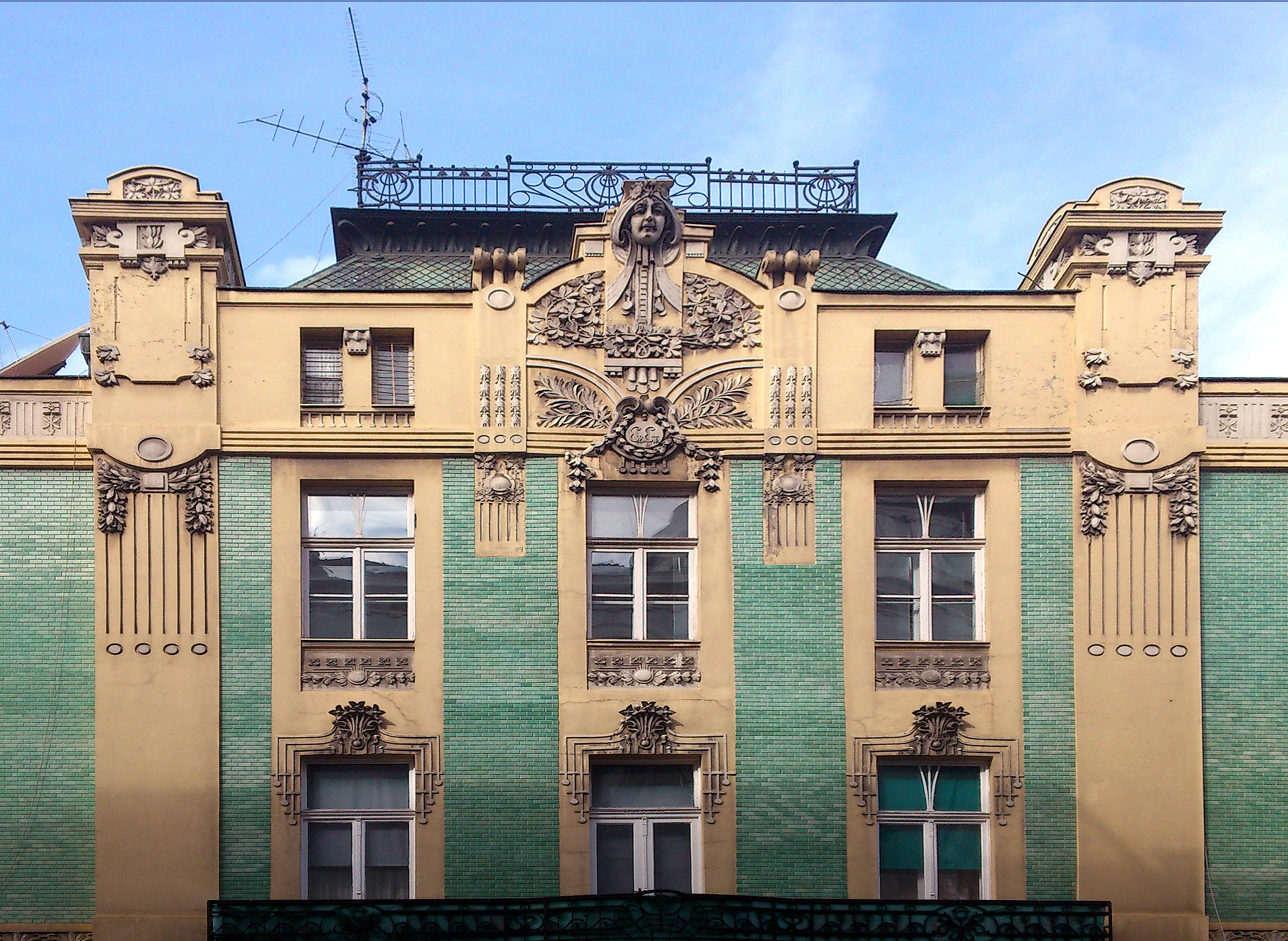
Détail d'une façade

La maison familiale du marchand Stamenković, située 41 rue Kralja Petra, a été construite en 1907 selon les plans des architectes Andra Stevanović et Nikola Nestorović et correspond à d'autres constructions d'avant la Première Guerre mondiale, mêlant une structure académique et une décoration 
Art nouveau. Le bâtiment, qui combine plusieurs étages, est bâti sur un plan rectangulaire et est doté d'une cour intérieure.
La verticalité de la façade est accentuée par des pilastres et des reliefs situés au sommet de l'édifice et représentant des figures féminines, avec des rubans dont les plis tombent de manière géométrique. L'avancée de la façade principale, avec des balcons en fer forgé, s'achève par un attique extrêmement ornementé, couronné par un dôme pyramidal. Les façades non décorées de l'édifice sont couvertes de tuiles en céramique vertes, ce qui vaut à la maison le surnom de « bâtiment aux tuiles vertes ».